# Gian Luca Veronesi
Gian Luca Veronesi (Alessandria, 11 maggio 1950) è un politico e dirigente d'azienda italiano.

## Biografia
Nasce ad Alessandria nel 1950, si laurea in scienze politiche e inizia a lavorare per la Rai dal 1988 come responsabile delle pubbliche relazioni. All'interno dell'azienda pubblica ricopre numerosi incarichi quali direttore delle relazioni esterne, amministratore delegato di RaiSat e direttore della promozione e immagine, fino al 2018, anno del suo pensionamento. È stato anche consigliere dell'Istituto di autodisciplina pubblicitaria.
Attivo politicamente nelle file del Partito Socialista Italiano, è stato eletto più volte consigliere comunale nella sua città natale, ricoprendo anche l'incarico di assessore alla cultura. Nel settembre 1992, in seguito alle dimissioni del sindaco Giovanni Battista Priano, è stato eletto sindaco di Alessandria, rimanendo in carica fino al febbraio 1993.